# Ажен (Казахстан)
Аже́н (каз. Әжен) — село у складі Бокейординського району Західноказахстанської області Казахстану. Входить до складу Муратсайського сільського округу.
Населення — 95 осіб (2021; 149 у 2009, 206 у 1999).